# Oeleinderheide
De Oeleinderheide is een bos op de grens van de Belgische gemeenten As, Genk, Maasmechelen en Zutendaal in de provincie Limburg. Het is gelegen in het meest westelijke deel en maakt deel uit van het Nationaal Park Hoge Kempen.
De N75 loopt in het noordoosten en scheidt het bos van de Horensberg en Karting Genk. In het zuiden is de Oeleinderheide van de Grote Heide afgesloten door de A2/E314. In het oosten sluit de Oeleinderheide aan op de Mechelse Heide.
In het gebied liggen verschillende jachtkansels en een verlaten schietbaan van de Fabrique Nationale de Herstal. In het oosten van het bos - op de grens van de vier gemeenten - ligt de Sint-Hubertuskapel. 

## Galerij

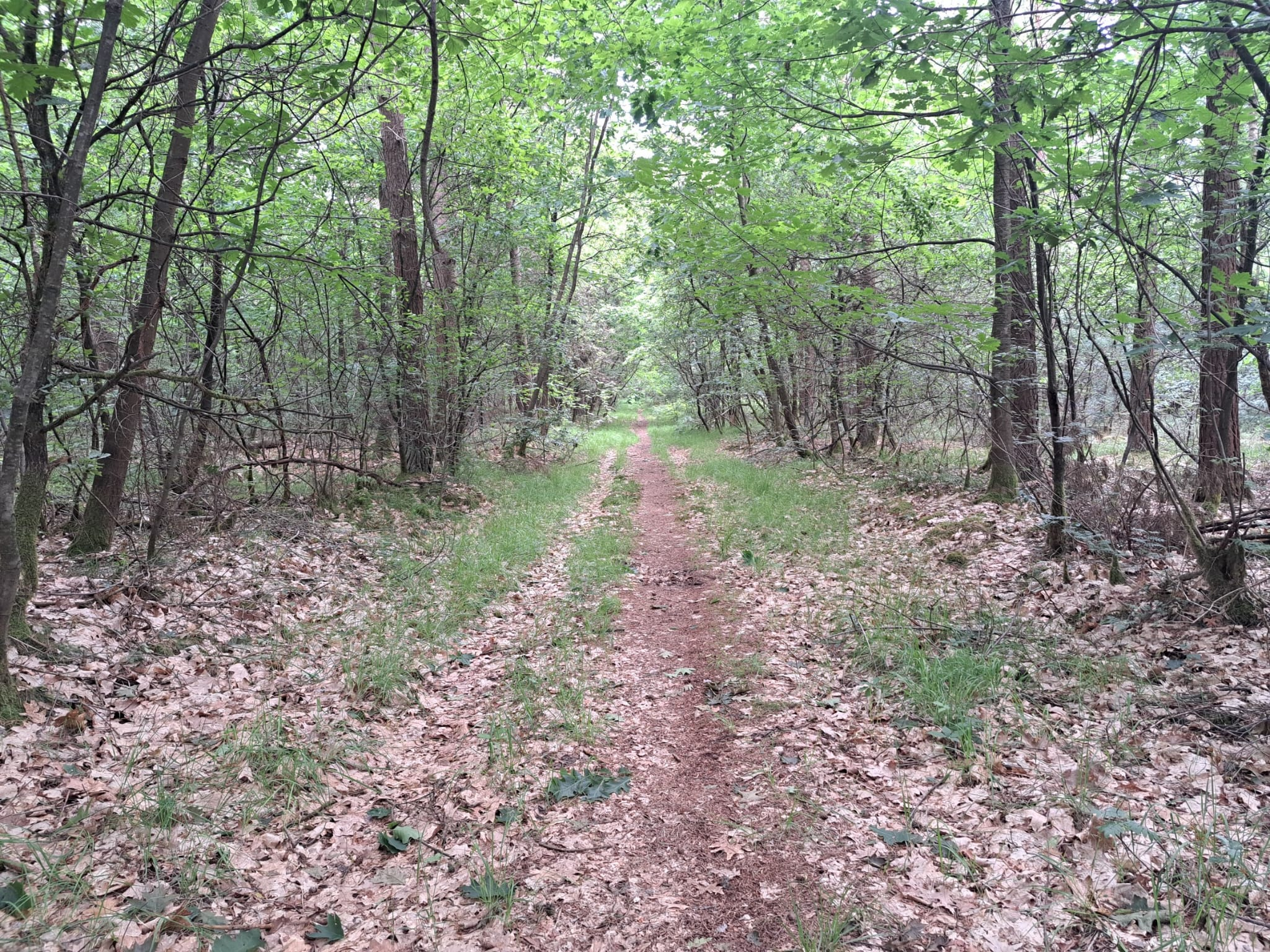
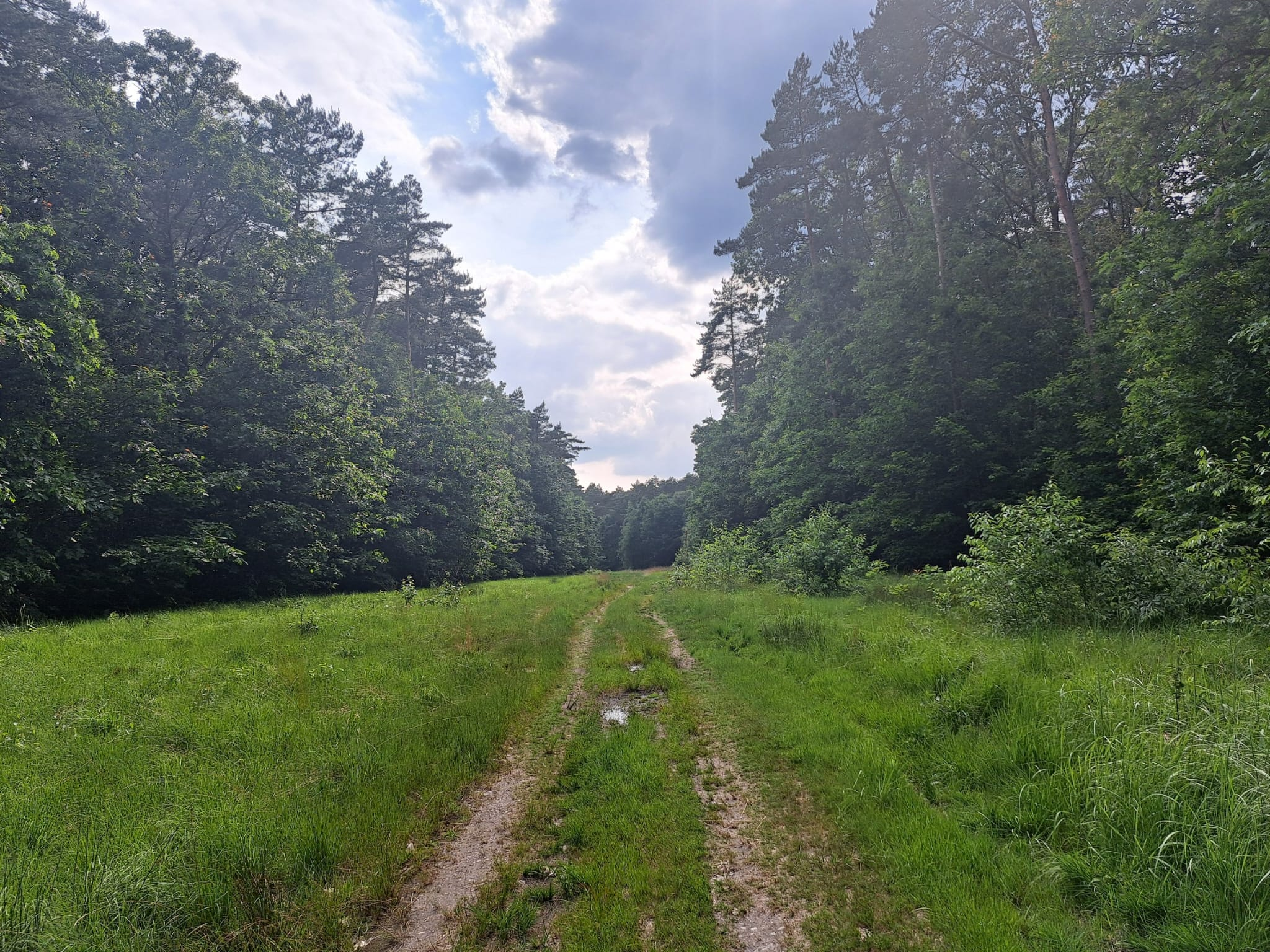
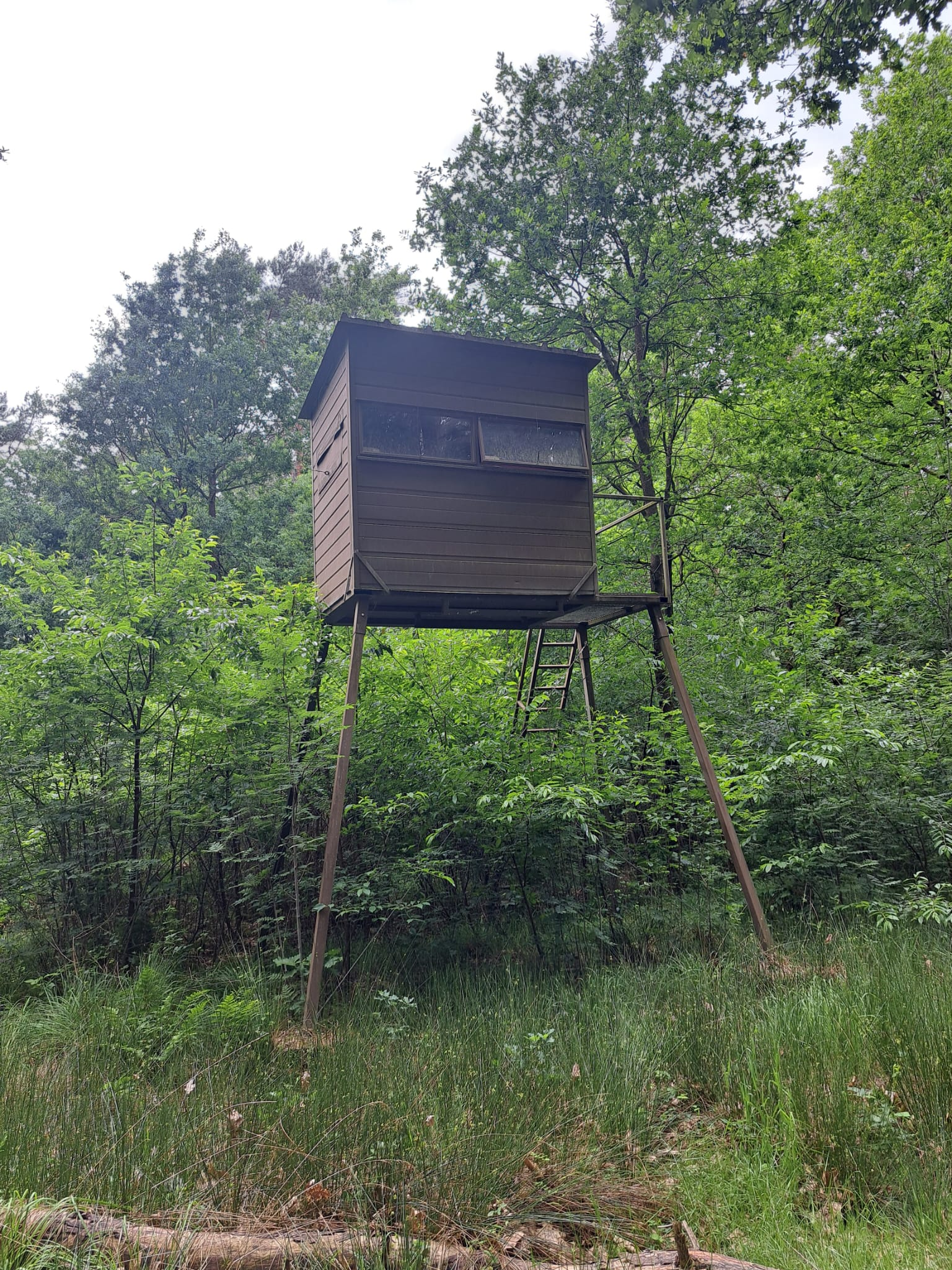
Een van de vele jachtkansels
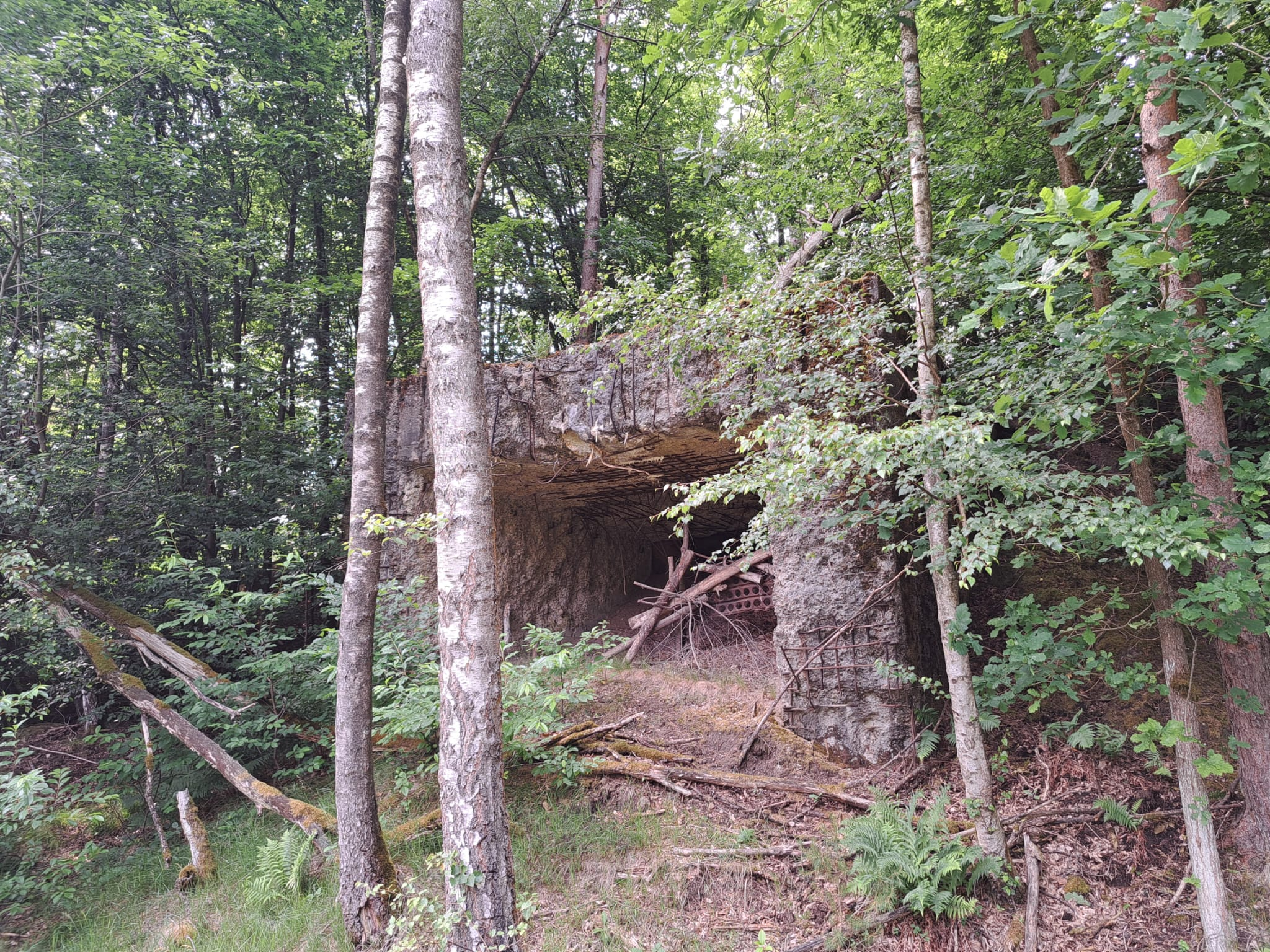
De verlaten schietbaan